# Drawno
Drawno é um município da Polônia, na voivodia da Pomerânia Ocidental e no condado de Choszczno. Estende-se por uma área de 5,03 km², com 2 304 habitantes, segundo os censos de 2016, com uma densidade de 458,1 hab/km².